# Daikichi Irokawa
Daikichi Irokawa (japonès: 色川 大吉)  (Sawara, 23 de juliol de 1925 - prefectura de Yamanashi, 7 de setembre de 2021) va ser un historiador japonès.

## Biografia
Irokawa va estudiar a la Universitat de Tòquio. Amb altres historiadors, com Yoshio Yasumaru (安丸良夫), va intentar acabar amb les diferències en la comprensió de la història japonesa dins del país i internacionalment. També va intentar promocionar l'ascens del Japó a la segona meitat del segle xx. Es va inspirar en les obres de l'autor Kunio Yanagita i va iniciar un segment diari titulat Minshūshi, que se centrava en la vida quotidiana de la població japonesa i l'evolució dels seus valors.
Daikichi Irokawa va morir a la prefectura de Yamanashi el 7 de setembre de 2021 a l'edat de 96 anys.